# مظفرآباد
مُظَفَّرآباد، مرکز استان کشمیر آزاد از توابع کشور پاکستان است.
این شهر در کرانهٔ رودهای جهلُم و نیلم جای دارد.
نام پیشین مظفرآباد، اودابهاندا بود که در روزگار قدیم پایتخت دودمان شاهی بود. دودمان شاهی در دره کابل و سرزمین گنداره فرمان می‌راندند.
نام مظفرآباد از نام سلطان راجه مظفرخان، فرمانروای خاندان بومبه گرفته شده‌است. شهر مظفرآباد پس از جنگ ۱۹۴۸-۴۹ به عنوان مرکز جامو و کشمیر آزاد برگزیده‌شد.
این جنگ پس از حمله عشایر پاکستانی و تصرف بخش‌هایی از کشمیر توسط آنان آغاز گشت. نیروهای نظامی هند، مناطق مرکزی و شمالی ایالت کشمیر را تحت کنترل درآوردند. به دنبال این جنگ یک سوم کشمیر زیر نام «کشمیرآزاد» با مساحت ۳۱۲۰۰ کیلومتر مربع با مرکزیت مظفرآباد، دراختیار پاکستان و دو سوم دیگر یعنی جامو، لاداخ و دره کشمیر این ایالت به مساحت ۵۴۸۰۰ کیلومتر مربع با مرکزیت سرینگر و جامو، تحت اداره هندوستان قرار گرفت. این جنگ در سال ۱۹۴۸ با دخالت سازمان ملل متحد و تعیین خط آتش میان دو کشور به طول ۷۷۲ کیلومتر، به سردی گرایید.

## زمین‌لرزه
در تاریخ ۸ اکتبر ۲۰۰۵ زمین‌لرزه‌ای با شدت ۷٫۶ ریشتر مظفرآباد را لرزاند.
پس از این زمین‌لرزه، سه‌چهارم از شهر مظفرآباد ویران شد.
بیش از شصت درصد از خانه‌های مظفرآباد در این زمین‌لرزه نابود و خدمات‌رسانی اساسی مانند آب، برق، وخت و ارتباطات در این شهر متوقف شد.
شمار جان‌باختگان این رویداد در شهر مظفرآباد ۱۱ هزار تن برآورد شد.

## نگارخانه

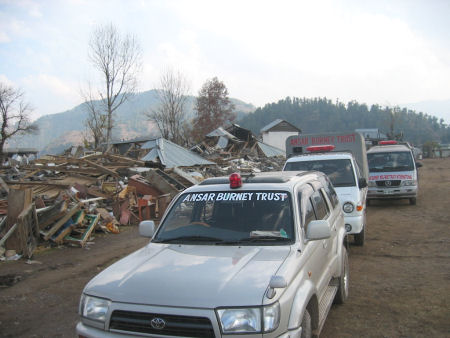
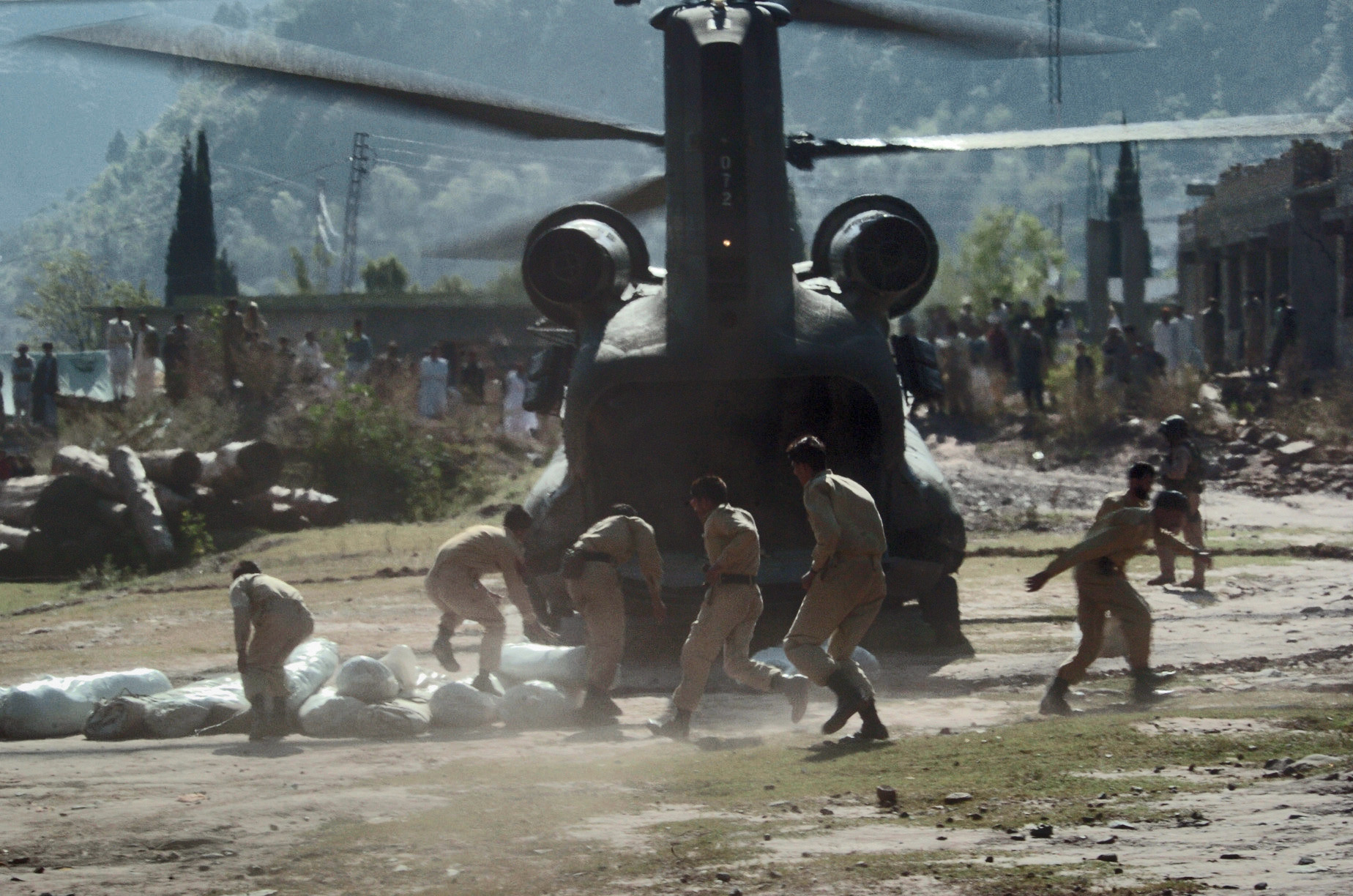
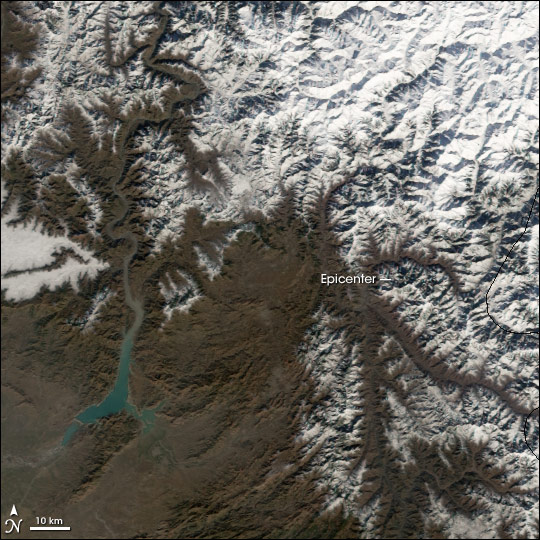
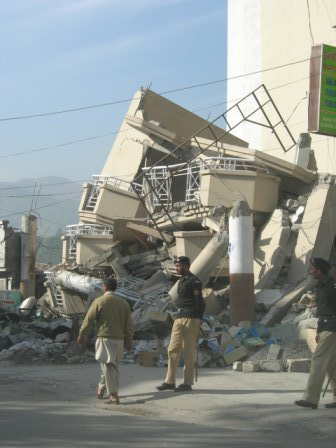